# Warrior (TV-serie)
Warrior är en amerikansk kriminal-  och dramaserie vars första säsong hade premiär den 12 februari 2019. Första säsongen bestod av tio avsnitt. Seriens tredje säsong också den bestående av tio avsnitt hade premiär den 29 juni 2023. Serien är skapad av Jonathan Tropper, som också skrivit seriens manus.

## Handling
Serien utspelar sig under Tong-kriget i San Franciscos Chinatown i slutet av 1800-talet, och följer Ah Sahm. Han är invandrad från Kina och lärling inom kampsport och hantlangare till inflytelserika kriminella familjer.

## Rollista i urval
- Andrew Koji - Ah Sahm
- Olivia Cheng - Ah Toy
- Jason Tobin - Young Jun
- Dianne Doan - Mai Ling
- Kieran Bew - Bill "Big Bill" O'Hara
- Dean Jagger - Dylan Leary
- Joanna Vanderham - Penelope Blake
- Tom Weston-Jones - Richard Henry Lee
- Hoon Lee - Wang Chao
- Langley Kirkwood - Walter Franklin Buckley
- Christian McKay - Samuel Blake
- Joe Taslim - Li Yong
- Dustin Nguyen - Zing
- Céline Buckens - Sophie Mercer
- Miranda Raison - Nellie Davenport
- Chen Tang - Hong
- Maria-Elena Laas - Rosalita Vega
- Mark Dacascos - Kong Pak
- Michael Bisping - Dolph Jagger